# Perisama ilia
Perisama ilia är en fjärilsart som beskrevs av Johannes Karl Max Röber 1915. Perisama ilia ingår i släktet Perisama och familjen praktfjärilar. Inga underarter finns listade i Catalogue of Life.